# Confolens
Confolens (tiếng Occitan: Cofolents) là một xã của tỉnh Charente, thuộc vùng Nouvelle-Aquitaine, tây nam nước Pháp.